# Tårnby Sogn (Tårnby Kommune)
 For alternative betydninger, se Tårnby Sogn. (Se også artikler, som begynder med Tårnby Sogn)
Tårnby Sogn er et sogn i Amagerland Provsti (Københavns Stift). Sognet ligger i Tårnby Kommune; indtil Kommunalreformen i 1970 lå det i Sokkelund Herred (Københavns Amt). Tårnby hørte i middelalderen under Roskildebispen, og Roskildebispens jordebog fra 1370 indeholder den første samlede beskrivelse af sognet. I 1416 overgik sognet til kronen. I Tårnby Sogn ligger Tårnby Kirke.
I Tårnby Sogn findes flg. autoriserede stednavne:
- Maglebylille (bebyggelse, ejerlav)
- Tømmerup (bebyggelse, ejerlav)
- Tårnby (bebyggelse, ejerlav)
- Ullerup (bebyggelse, ejerlav)
- Viberup (bebyggelse, ejerlav)

## Udstrækning
Tårnby Sogn dækkede oprindelig hele den nuværende Tårnby Kommune:
- Kastrup Sogn blev udskilt 1. januar 1918
  - Korsvejens Sogn blev udskilt fra Kastrup Sogn i 1973
- Skelgårds Sogn blev udskilt 8. november 1988